# Antsiranana (Provinz)
Antsiranana ist eine ehemalige Provinz (faritany mizakatena) im  Norden von Madagaskar mit der gleichnamigen Hauptstadt Antsiranana. Die Provinz hatte eine Fläche von 43.056 km² und etwa 1,2 Millionen Einwohner. Die Bevölkerung gehörte zu den Ethnien (Foko) der Antakarana, Betsimisaraka und Tsimihety.

## Geografie
Die Provinz wurde als „praktisch isoliert“ beschrieben, da das 2800 m hohe Tsaratanana-Massiv mit dem Maromokotro, Madagaskars höchsten Berg, an der südwestlichen Grenze zu Mahajanga liegt. Im Südosten grenzte Toamasina an Antsiranana.
Im Südosten befindet sich die Halbinsel Masoala, die bekannt ist für den tropischen Regenwald und die vorgelagerten Korallenriffe. Auf der Halbinsel befindet sich der größte Nationalpark Madagaskars, der Nationalpark Masoala. Des Weiteren gibt es weitere Nationalparks und Naturreservate in Antsiranana: den Nationalpark Tsaratanana und das Naturreservat Manongarivo im Süden, die Nationalparks Ankarana und Montagne d’Ambre im Westen, das Naturreservat Anjanaharibe Sud im Süden, 

## Verwaltungsgliederung
Bis  Oktober 2009 war Madagaskar in sechs Provinzen (faritany mizakatena) aufgeteilt. Die 2004 gegründeten Regionen (Faritra) waren bis zur Auflösung der Provinzen zweite Verwaltungseinheit. Ab November 2009 wurden sie somit erste administrative Verwaltungseinheit. Die Regionen sind jeweils in Distrikte (Fivondronana) unterteilt. Nachfolgend ist die Gliederung für die ehemalige Provinz Antsiranana dargestellt.
| - Region Diana - 1. Ambanja - 2. Ambilobe - 5. Antsiranana II (ländlich) - 6. Antsiranana I (städtisch) - 7. Nosy Be | - Region Sava - 3. Andapa - 4. Antalaha - 8. Sambava - 9. Vohémar |